# Томский шпалопропиточный завод
Томский шпалопропиточный завод — бывшее российское предприятие лёгкой промышленности, производившее шпалы. Располагалось в Томске, по адресу: Улица Трудовая, 22. Являлось структурным подразделением железнодорожного ведомства.

## История
Томский шпалопропиточный завод управления Томской железной дороги создан в октябре 1941 года на базе эвакуированного из города Злынка Брянской области Злынковского шпалопропиточного завода.
Первую пробную продукцию завод выпустил 25 февраля 1945 года, а два дня спустя производство официально запущено в эксплуатацию.
На заводе имелась узкоколейная железная дорога.
По инициативе коллектива завода и его директора Г. И. Тригорлова рядом с территорией в 1997 году был построен храм преподобного Сергия Радонежского по проекту, который создал сам Тригорлов.
При проверке шпалозавода, проведённой в 2007 году, на предприятии были выявлены нарушения природоохранного и трудового законодательства. На загрязнение воздуха креозотом жаловались жители окрестных домов.

### Закрытие
В декабре 2012 года было принято решение законсервировать производственные мощности из-за отсутствия заказов на продукцию. В 2013 году завод был закрыт окончательно, а 30 сентября того же года было объявлено, что его имущество в ноябре 2013 года будет выставлено на торги (начальная стоимость — 320,9 млн рублей).

## Территория после закрытия завода
Участок, на котором находился завод, был выкуплен «Томской домостроительная компанией» и, после проведенной рекультивации, на нем началось строительство очередного микрорайона массовой застройки, который получил имя «Радонежский» по находящейся здесь церкви. (См.: Черемошники).

## Руководители
Должность директора завода в разные годы занимали:
- Илья Яковлевич Вакс (1957—1976);
- Григорий Иванович Тригорлов (1976—2000);
- Игорь Дмитриевич Узенюк (2000—2013)[источник не указан 1945 дней].